# Altagracia (Rivas)
Pour les articles homonymes, voir Altagracia.
Altagracia est une municipalité nicaraguayenne du département de Rivas au Nicaragua.